# Max Sciandri
Maximilian Baptist "Max" Sciandri, född den 15 februari 1967 i Derby, Storbritannien, är en italiensk-brittisk tävlingscyklist som tog OS-brons i linjeloppet vid olympiska sommarspelen 1996 i Atlanta.